# 平野紗季子
平野 紗季子（ひらの さきこ、1991年1月10日 - ）は、日本の随筆家、フードエッセイスト、フードディレクター。

## 略歴
福岡県出身。慶應義塾大学法学部在学中に文筆活動を開始し、webマガジン「.fatale」での日常の食にまつわる発見と感動を綴ったブログが話題となった。
2014年にブログの内容をまとめた初の著書『生まれた時からアルデンテ』が出版された。雑誌・文芸誌等で多数連載を持つほか、ラジオ/podcast番組「味な副音声」(J-WAVE)のパーソナリティや、NHK「きみと食べたい」のレギュラー出演、菓子ブランド「(NO) RAISIN SANDWICH」の代表を務めるなど、食を中心とした活動は多岐にわたる。
夫は写真家の奥山由之。

## 著書
- 『生まれた時からアルデンテ』（平凡社、2014年/ 文春文庫、2022年）
- 『私は散歩とごはんが好き(犬かよ)。』（マガジンハウス、2020年）
- 『味な店 完全版』（マガジンハウス、2021年）
- 『ショートケーキは背中から』（新潮社、2024年）
- 『おいしくってありがとう 味な副音声の本』（河出書房新社、2025年）

## 出演

### テレビ
- セブンルール（関西テレビ、2018年2月6日）[4]
- 連食テレビエッセー 『きみと食べたい』 長崎県島原編（NHK、2020年）出演、エッセー執筆 -共演 門脇麦[5]
- 連食テレビエッセー 『きみと食べたい』 岩手県遠野編（NHK、2021年）出演、エッセー執筆 -共演 杉咲花
- 連食テレビエッセー 『きみと食べたい』 北海道余市編（NHK、2022年）出演、エッセー執筆 -共演 橋本愛
- 連食テレビエッセー 『きみと食べたい』 富山県利賀村編（NHK、2022年）出演、エッセー執筆 -共演 上野樹里

### ラジオ
- 味な副音声（podcast、2021年-) パーソナリティ[6]
- voice of food (J-WAVE、2022年-) パーソナリティ[6]